# Cattedrale di San Francesco Saverio (Geraldton)
La cattedrale di San Francesco Saverio (in inglese: St Francis Xaviers Cathedral) è il principale luogo di culto cattolico della città di Geraldton, in Australia, e sede vescovile della diocesi di Geraldton.
Il lavoro di costruzione della cattedrale è iniziato il 20 giugno 1916. La prima fase si conclude con l'erezione della navata e delle torri gemelle, incoronate da due cupole, nel 1926. L'edificio completato è stato inaugurato il 28 agosto 1938.